# Esteban de Urizar y Arespacochaga
Esteban de Urizar y Arespacochaga fue un militar español que se desempeñó como gobernador del Tucumán entre 1707 y 1724.

## Biografía
Esteban de Urizar y Arespacochaga provenía de una familia de nobleza, de la Villa de Elorrio, señorío de Vizcaya. Fue caballero de la Orden de Santiago, siguió la carrera militar, tomó parte de la defensa de Génova contra los franceses, donde fue distinguido por su comportamiento en la batalla. En la campaña del Piamonte, también contra los franceses, fue herido en la batalla de Staffarda, en donde se ciñó al cuerpo la bandera real española y con solo un puñado de hombres se enfrentó con éxito a una compañía de dragones franceses. Por este acto de arrojo fue ascendido a maestre de campo en 1699 y más tarde a brigadier de los ejércitos reales. Falleció el 4 de mayo de 1724.

## Gobierno del Tucumán (1707-1724)
Fue designado gobernador por el rey Felipe V en diciembre de 1701, pero no asumió hasta el 12 de junio de 1707, ya que no quiso provocar un conflicto con su antecesor, Gaspar de Barahona, y optó por esperar. Mientras, le ordenaron permanecer en Buenos Aires con la función de consejero militar de la Banda Oriental, que estaba asediada por los portugueses.
Cuando arribó a Santiago del Estero, sus habitantes le plantearon la reconsideración de la medida dispuesta del traslado de la iglesia Catedral a la ciudad de Córdoba, cumplida en 1699. Como encontró razonable y justo el pedido, lo hizo suyo y lo elevó al rey, aunque no tuvo éxito.
Su primera medida de gobierno fue dejar en el ejercicio de sus cargos a los tenientes de gobernador designados por Barahona.
En 1709, en un informe dirigido al virrey, el gobernador Urizar destacaba que la guerra defensiva que se mantenía contra las naciones bárbaras del Chaco era la principal causa del miserable estado en que se hallaba la provincia, especialmente las ciudades de frontera, sin que hubiera fuerzas para mantener por más tiempo la guerra defensiva por hallarse los vecinos sin caudales. Destacaba el caso de la ciudad de Esteco, donde perecieron en manos de los indígenas un capitán y sus 30 soldados bien pertrechados.
El Chaco Gualamba era herida sangrante del Tucumán, decía Urizar al rey en una carta de 1708. Era la guarida de gente indomesticable y feroz. Los describía como bárbaros de los bosques, donde viven como fieras, sin política ni propiedad o costumbre que parezca de hombres, sino de tigres sedientos de la sangre de cristianos. Una junta de teólogos de Lima concordó en la licitud de la guerra ofensiva contra los bárbaros, el virrey y la Real Audiencia de Charcas dieron las licencias requeridas, y en una reunión en Salta se dispuso la defensa de la frontera con el aborigen y la expulsión de los mismos de la jurisdicción.
En 1710 Urizar organizó una gran expedición al interior del Chaco y para ello convocó a todas las ciudades para aportar gente y dinero. El propio gobernador aportó 70 000 pesos. Formó un ejército de 1316 soldados en la ciudad de Esteco, desde donde partió hacia el Chaco, con el ejército más grande visto hasta entonces en el Tucumán. El gobernador consiguió que desde Tarija, Buenos Aires y el Paraguay, colaborasen con la empresa. Las órdenes eran severas, todo indígena tomado con armas en mano debía ser ejecutado. De esa manera se pudo reducir por la fuerza a las tribus del Bermejo, llevándolas a la reducción de San Esteban de Miraflores que colocó bajo la dirección de los jesuitas.
Por Real Cédula del 13 de febrero de 1716, el Consejo de Indias concedió al gobernador Urizar el grado de brigadier de los reales ejércitos y resolvió que se mantuviera en el ejercicio de gobernador y capitán general hasta nueva orden, a fin de que se asegurara la empresa de exterminar a los indígenas de su distrito, perfeccionara los tres presidios que había construido y las reducciones que había hecho.
En 1723 el gobernador Urizar, con el objeto de evitar el contrabando, dispuso que en todas las ciudades se usasen solamente los caminos reales que llegaban al puerto de Buenos Aires, pasando por Santiago del Estero hasta Salta y Jujuy, para que los comerciantes obligadamente pasaran por el registro de aduanas. Que por ningún pretexto se utilizaran caminos o sendas alternativos que por despoblados se dirigían hacia Chichas, Potosí y Charcas. Y que los funcionarios del gobierno aprehendieran y decomisaran todas las ropas y demás efectos que venían desde el puerto de Buenos Aires transitando por caminos despoblados evitando el camino real y con rumbo a Jujuy, aunque pretendiesen justificar que se trataba de ropas de La Rioja y Catamarca. Además ordenó secuestrar los carruajes y las respectivas recuas de mulas, dando cuenta de ello al gobierno. Se dio instrucciones a los oficiales de la Real Aduana de Jujuy, que debían entregar despachos o guías a los transportistas o comerciantes que pasaran por allí. Que no debía pasar por la aduana ningún objeto que no haya pagado el derecho correspondiente.
Urizar mantuvo la paz en el Tucumán hasta su muerte en 1724.